# Dalmose Station
Dalmose Station er en nedlagt dansk jernbanestation i landsbyen Dalmose på Sydvestsjælland. Stationen lå på Slagelse-Næstved-banen og var udgangspunkt for sidebanen til Skælskør. Den åbnede i 1892 og lukkede for passagertrafik i 1971.
55°17′36.58″N 11°25′13.72″Ø / 55.2934944°N 11.4204778°Ø